# In prima linea
In prima linea (On the Front Line nel circuito filmico internazionale) è un film documentario del 2020 diretto da Francesco Del Grosso e da Matteo Balsamo. L'opera tratta dell'esperienza di tredici fotoreporter di guerra. Tra i numerosi riconoscimenti, il film si è aggiudicato il premio come miglior documentario durante l'edizione del 2021 dell'IFFNY (International Filmmaker Festival of New York).

## Trama
Tredici interviste corredate da immagini e ricostruzioni, ad altrettanti fotoreporter di guerra, che ripercorrono le loro esperienze sul fronte, restituendo la loro concezione della guerra e della loro professione. L'opera analizza le ragioni per cui queste persone hanno deciso di intraprendere la pericolosa carriera di fotoreporter di guerra e l'importanza di questo mestiere nella documentazione dei fatti e nella sensibilizzazione alla piaga della violenza. Una delle tematiche principali ad essere affrontata, in effetti, è l'umanità del fotoreporter in contrapposizione allo stereotipo del superuomo o della superdonna, sprezzante del rischio e della propria incolumità, collegato in modo inappropriato a chi esegue volontariamente delle mansioni civili all'interno di teatri bellici. Il film mette in risalto, appunto, la profonda consapevolezza dei fotoreporter rispetto ai pericoli legati alla loro presenza in aree di scontro bellico e, nondimeno, le motivazioni per le quali essi decidono comunque di partire.

## Riconoscimenti
- 2020 - Asti International Film Festival Miglior Film Asti Doc Italia
- 2021 - IFFNY (International Filmmaker Festival of New York) Best documentary
- 2021 - CineOFF Premio Miglior Documentario
- 2021 - Mediterraneo Video Festival Menzione Speciale della Giuria
- 2021 - Inventa un film Premio Miglior Regia Lungometraggi
- 2021 - Montelupo International Film Festival Miglior Documentario